# Corona 63
Corona 63 – również OPS 1008, CORONA 9055A – niedoszły amerykański satelita rozpoznawczy. Był to statek serii Keyhole-5 tajnego programu CORONA. Jego zadaniem było wykonanie wywiadowczych zdjęć Ziemi, jednak start satelity nie powiódł się.
Start 26 kwietnia 1963 (godz. 20:13 GMT), z kosmodromu Vandenberg zakończył się niepowodzeniem. Rakieta Thor Agena D uległa zniszczeniu wraz z ładunkiem na skutek usterki czujników wysokości.
Start oznaczono w katalogach COSPAR/SATCAT: 1963-F07/F00238.